# Vladimir Markovnikov

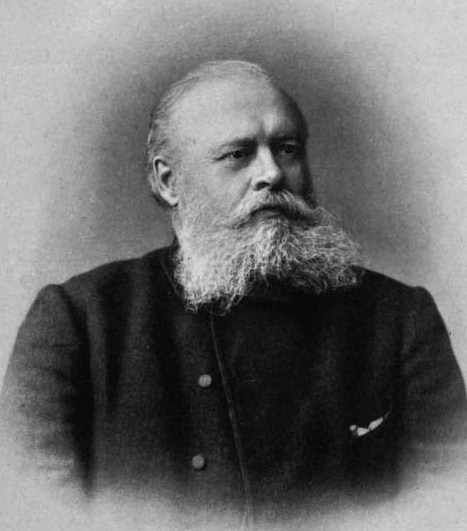
Vladimir Vasiljevitsj Markovnikov

Vladimir Vasiljevitsj Markovnikov (Russisch: Марковников, Владимир Васильевич), ook geschreven als: Markownikoff (Knjaginino (Oblast Nizjni Novgorod), 22 december 1838 - Sint-Petersburg, 11 februari 1904) was een Russisch scheikundige.

## Leven
Markovnikov studeerde eerst economie. Na zijn afstuderen werkte hij als assistent van Aleksandr Boetlerov in Kazan en Sint-Petersburg. In 1860 ging hij voor 2 jaar naar Duitsland, waar hij studeerde onder Richard Erlenmeyer en Hermann Kolbe. Hij keerde terug naar Rusland, waar hij in 1869 promoveerde en Boetlerov opvolgde als professor aan de Universiteit van Kazan. In 1871 werd hij aangesteld aan de universiteit van Odessa en in 1873 ging hij naar de universiteit van Moskou, waar hij de rest van zijn werkzame leven zou werken.

## Werk
Markovnikov is vooral bekend via de regel van Markovnikov, die hij in 1869 beschreef om de reactie van waterstofhalogenide (HX) aan alkenen (de hydrohalogenering) te beschrijven. Volgens deze regel zal het nucleofiel (X) binden aan het koolstofatoom met de minste waterstofatomen, terwijl het proton bindt aan het koolstofatoom dat al de meeste waterstofatomen heeft. Waterstofchloride (HCl) zal aan propeen binden waarbij voornamelijk 2-chloorpropaan ontstaat. Het structuurisomeer, 1-chloroorpropaan, wordt in veel kleinere hoeveelheden gevormd. De regel wordt veel toegepast bij het voorspellen van de structuur van additie-producten. Waarom waterstofbromide zowel Markovnikov- als anti-Markovnikov-gedrag vertoont werd pas in 1933 opgehelderd.
Andere bijdragen van Markovnikov aan de organische chemie omvatten de ontdekking van de cyclobutaanring (1879) en de cycloheptaanring (1889). Markovnikov heeft ook aangetoond dat butaanzuur en isobutaanzuur dezelfde chemische formule hebben (C4H8O2) maar verschillende structuren: het zijn dus structuurisomeren.